# Zdenko Zorko
Zdenko Zorko (Zagreb, 18 de agosto de 1950) é um ex-handebolista iugoslavo, foi campeão olímpico.

## Títulos
- Jogos Olímpicos:
  - Ouro: 1972